# Красно-Кармальский
Красно-Кармальский, Краснокармальский — упразднённый в 2005 году посёлок Утяковского сельсовета Гафурийского района Республики Башкортостан.

## География
Находился в горной лесной местности западного склона Южного Урала у реки Карламан.
Расстояние до:

- районного центра (Красноусольский): 16 км
- центра сельсовета (Утяково): 7 км
- ближайшей ж/д станции (Куганак): 24 км

## История
Упразднён в 2005 году Законом Республики Башкортостан от 20 июля 2005 года № 211-з «О внесении изменений в административно-территориальное устройство Республики Башкортостан в связи с образованием, объединением, упразднением и изменением статуса населённых пунктов, переносом административных центров».

## Население
На 1 января 1969 года проживали 5 человек; преимущественно русские.